# CSI: Cyber (2.ª temporada)
A 2ª temporada de CSI: Cyber foi originalmente exibida pela CBS de 4 de outubro de 2015 a 13 de Março de 2016 nos EUA e foi exibida no Brasil pelo canal AXN   desde 25 de novembro de 2016.

## Elenco e Personagens
Esta é a única temporada que Ted Danson aparece na série como D.B. Russell no elenco principal.

### Elenco presente
| Personagem      | Intérprete          | Elenco principal  |
| --------------- | ------------------- | ----------------- |
| Avery Ryan      | Patricia Arquette   | Temporada inteira |
| D.B. Russell    | Ted Danson          | 16 episódios      |
| Elijah Mundo    | James Van Der Beek  | Temporada inteira |
| Daniel Krummitz | Charley Koontz      | Temporada inteira |
| Brody Nelson    | Shad "Bow Wow" Moss | Temporada inteira |
| Raven Ramirez   | Hayley Kiyoko       | Temporada inteira |

## Episódios
| #S | #T | Título                                                 | Dirigido por        | Escrito por                                                                                              | Exibição original       | Audiência (em milhões) |
| --- | -- | ------------------------------------------------------ | ------------------- | --- | ----------------------- | ---------------------- |
| 14 | 1  | "Whi-Fi (Why-Fi)"                                      | Alec Smight         | Pam Veasey                                                                                               | 4 de outubro de 2015    | 6.79                   |
| Avery e a equipe dão as boas-vindas a D.B. Russell, que se junta ao time enquanto eles investigam um latrocínio cometido por alguém que cortou remotamente o sistema de segurança da casa da vítima. |    |                                                        |                     | |                         |                        |
| 15 | 2  | "Heart Me (Eu Te Curto)"                               | Matt Earl Beesley   | Kate Sargeant Curtis                                                                                     | 11 de outubro de 2015   | 6.20                   |
| Quando a amiga de Raven, Tracey, é demitida, despejada e tem suas contas bancárias esvaziadas como resultado de ter sido hackeada por um homem que ela conheceu em um aplicativo de namoro, Raven ajuda a localizar o culpado. No entanto, Raven pede a ajuda de sua equipe quando o hacker é encontrado morto e Tracy acorda em um quarto de motel com a arma do crime e sem memória do que aconteceu. |    |                                                        |                     | |                         |                        |
| 16 | 3  | "Brown Eyes, Blue Eyes (Olhos Castanhos, Olhos Azuis)" | Alec Smight         | Devon Greggory                                                                                           | 18 de outubro de 2015   | 5.21                   |
| Quando a câmera do corpo de um agente da polícia é hackeada e o polêmico vídeo se torna um viral, a equipe Cyber é enviada para encontrar a verdade e o hacker antes que a pequena cidade antes entre em colapso. |    |                                                        |                     | |                         |                        |
| 17 | 4  | "Red Crone (A Bruxa Vermelha)"                         | Brad Tanenbaum      | Denise Hahn                                                                                              | 25 de outubro de 2015   | 6.54                   |
| A equipe investiga um caso de rapto de uma criança com base no "Red Crone", um mito online onde um sequestrador atrai as crianças através de um aplicativo em seus telefones. Além disso, o comportamento agressivo de Elias no trabalho faz com que Avery tire-o do caso, e parece que o romance está no ar para Russell. |    |                                                        |                     | |                         |                        |
| 18 | 5  | "Hack E.R. (Hacker Pronto Socorro)"                    | Eriq La Salle       | Michael Brandon Guercio                                                                                  | 1 de novembro de 2015   | 5.44                   |
| Quando um hacker assume o controle de todos os dispositivos médicos ligados em rede em um hospital em Dallas e ameaça matar um paciente a cada hora se as suas exigências não forem atendidas, a equipe do Cyber deve encontrar a fonte e descobrir como eles acessado um hermético sistema de segurança. |    |                                                        |                     | |                         |                        |
| 19 | 6  | "Gone in 6 Seconds (Partida Em 6 Segundos)"            | Allan Arkush        | Matt Whitney                                                                                             | 8 de novembro de 2015   | 5.65                   |
| Quando um homem é morto por um carro sem motorista enquanto disputa pegas com a corredora de rua Carmen Lopez (Jessica Szohr), Avery e sua equipe devem caçar o hacker que está hackeando os veículos quando seus donos não estão por perto, controlando-os remotamente para causar acidentes mortais. |    |                                                        |                     | |                         |                        |
| 20 | 7  | "Corrupted Memory (Memória Corrompida)"                | Jerry Levine        | História por: Andrew Karlsruher Teleplay por: Craig O'Neill e Pam Veasey                                 | 15 de novembro de 2015  | 5.75                   |
| Alguém invade a casa de uma mulher e a assassina enquanto ela está em um chat por vídeo com seus pais. As habilidades de Avery são testadas ao entrevistar a única outra testemunha: Tristan Jenkins, um agorafóbico que está sofrendo de síndrome de estresse pós-traumático após o incidente. |    |                                                        |                     | |                         |                        |
| 21 | 8  | "Python (Python)"                                      | Janice Cooke        | Craig O'Neill                                                                                            | 22 de novembro de 2015  | 6.30                   |
| Quando um amigo de Avery, um agente da Interpol, é morto pelo criminoso número um da lista de hackers mais procurados do FBI, ela arrisca sua vida para capturar o criminoso — o mais notório e perigoso traficante de drogas da Deep Web. |    |                                                        |                     | |                         |                        |
| 22 | 9  | "iWitness (iTestemunha)"                               | Paul Holahan        | Carly Soteras                                                                                            | 13 de dezembro de 2015  | 5.93                   |
| O time investiga a morte de uma hacker que foi contratada para apagar os comentários de uma vítima de abuso em um site confessional. |    |                                                        |                     | |                         |                        |
| 23 | 10 | "Shades of Grey (Tons de Cinza)"                       | Louis Milito        | Brandon Guercio e Kate Sargeant Curtis                                                                   | 20 de dezembro de 2015  | 6.18                   |
| Após um civil ser morto quando dezenas de caixas eletrônicos repentinamente "cospem" dinheiro na rua, a equipe investiga um assalto a banco organizado por um hacker que se passa pelo verdadeiro Robin Hood: rouba dos ricos para dar aos pobres. |    |                                                        |                     | |                         |                        |
| 24 | 11 | "404: Flight Not Found (404: Voo Não Encontrado)"      | Skipp Sudduth       | Thomas Hoppe                                                                                             | 10 de janeiro de 2016   | 6.49                   |
| A divisão investiga o que parece ser o hackeamento do sistema de comunicação do controle de tráfego aéreo. Com o decorrer da investigação, uma ameaça ainda maior surge quando um voo desaparece no ar, levando a equipe ao primeiro caso mundial de cyber-sequestro de um avião. |    |                                                        |                     | |                         |                        |
| 25 | 12 | "Going Viral (Tornando-se Viral)"                      | Maja Vrvilo         | História por: Pam Veasey Teleplay por: Denise Hahn e Pam Veasey                                          | 31 de janeiro de 2016   | 6.82                   |
| A equipe deve encontrar o hacker responsável por um vírus que está infectando telefones celulares dos nova-iorquinos, depois que os moradores da cidade são impossibilitados de ligar para os serviços de emergência. Além disso, D.B. conhece uma mulher após responder uma mensagem errada enviada por ela. |    |                                                        |                     | |                         |                        |
| 26 | 13 | "The Walking Dead (Os Mortos Vivos)"                   | Frederick E.O. Toye | Andrew Karlsruher, Scotty McKnight e Craig O’Neill                                                       | 14 de fevereiro de 2016 | 6.31                   |
| Avery e o time tentam trabalhar com a hacker black hat Stella Kaine (Kelly Osbourne), para rastrear o hacker que levou o roubo de identidades para um novo nível e "matou" digitalmente o ex-marido de Avery. |    |                                                        |                     | |                         |                        |
| 27 | 14 | "Fit-and-Run (Ajuste e Corra)"                         | Jeff Thomas         | História por: Andrew Karlsruher e Scotty McKnight Teleplay por: Devon Greggory e Michael Brandon Guercio | 21 de fevereiro de 2016 | 6.69                   |
| Quando o corpo de uma atleta é encontrado, a equipe utiliza o rastreador fitness que ela estava usando no momento do assassinato para refazer seus passos durante toda a noite que antecedeu a sua morte. |    |                                                        |                     | |                         |                        |
| 28 | 15 | "Python's Revenge (A Vingança de Python)"              | Vikki Williams      | Devon Greggory                                                                                           | 2 de março de 2016      | 6.61                   |
| O criminoso mais conhecido da internet, Python, retorna para sequestrar a "segunda filha" de Avery, fazendo com que a equipe de decifre uma série de elaborados códigos em forma de quebra-cabeças, em uma tentativa de salvar sua vida. |    |                                                        |                     | |                         |                        |
| 29 | 16 | "5 Deadly Sins (5 Pecados Mortais)"                    | Rob Bailey          | Vikki Williams                                                                                           | 6 de março de 2016      | 5.72                   |
| A divisão Cyber precisa rastrear um vigilante que está matando pessoas que infringem regras de conduta em um site de mídia social, consideradas por ele como os "5 pecados mortais da internet". Elijah passa por problemas em sua família e um 'fantasma' de um passado não muito distante retorna. |    |                                                        |                     | |                         |                        |
| 30 | 17 | "Flash Squad (Flash Squad)"                            | Howard Deutch       | Scotty McKnight                                                                                          | 9 de março de 2016      | 5.94                   |
| Quando usuários de um aplicativo de tráfego são redirecionados para locais remotos e roubados por um grupo de mulheres mascaradas. Após um assalto dar errado, a equipe vai para Los Angeles para investigar antes que surjam novas vítimas e que as garotas fujam. Ainda em LA, Russell tem um novo encontro com Greer Latimore (Kelly Preston) e recebe uma proposta que pode mudar seu futuro. Enquanto isso na capital, Nelson descobre mais sobre investigações do FBI contra ele. |    |                                                        |                     | |                         |                        |
| 31 | 18 | "Legacy (Legado)"                                      | Eriq La Salle       | Pam Veasey                                                                                               | 13 de março de 2016     | 6.32                   |
| O destino do governo dos Estados Unidos está em jogo enquanto Avery e o time buscam pelo hacker responsável pela maior violação de dados altamente secretos da história, depois que milhões de arquivos de funcionários federais são roubados. Para complicar, a divisão sofre com problemas sobre pressão e o futuro de cada um é colocado em jogo: Avery recebe uma visita inesperada, D.B. considera um futuro com Greer, Elijah precisa resolver problemas pessoais que podem afetar perigosamente sua vida, Nelson precisa tomar uma decisão sobre sua vida e sobre o FBI e Raven corre o risco de perder o emprego e ir para a cadeia no final de temporada. |    |                                                        |                     | |                         |                        |